# Stephanuskirche (Wolfsburg)

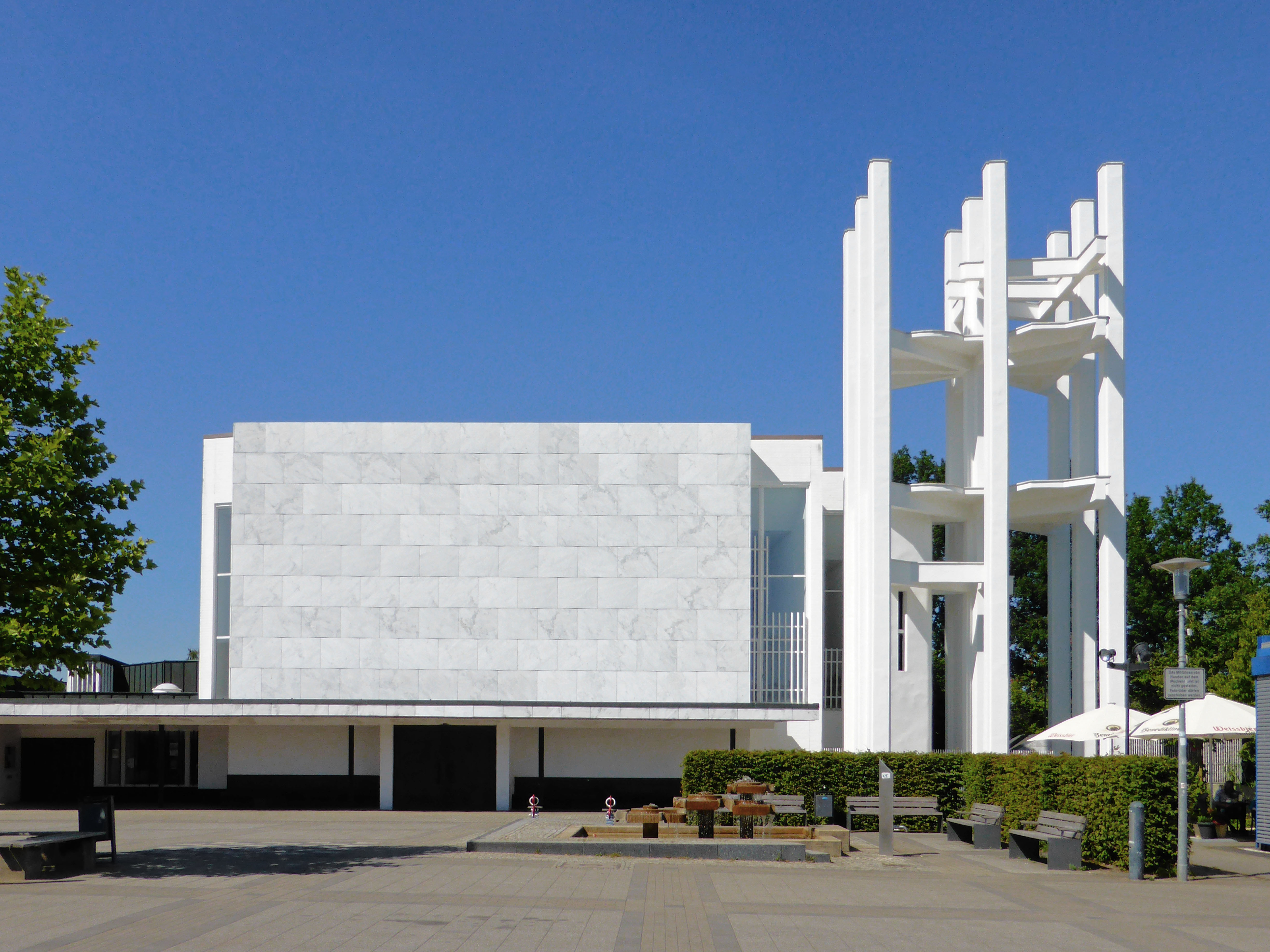
Stephanuskirche von Süden

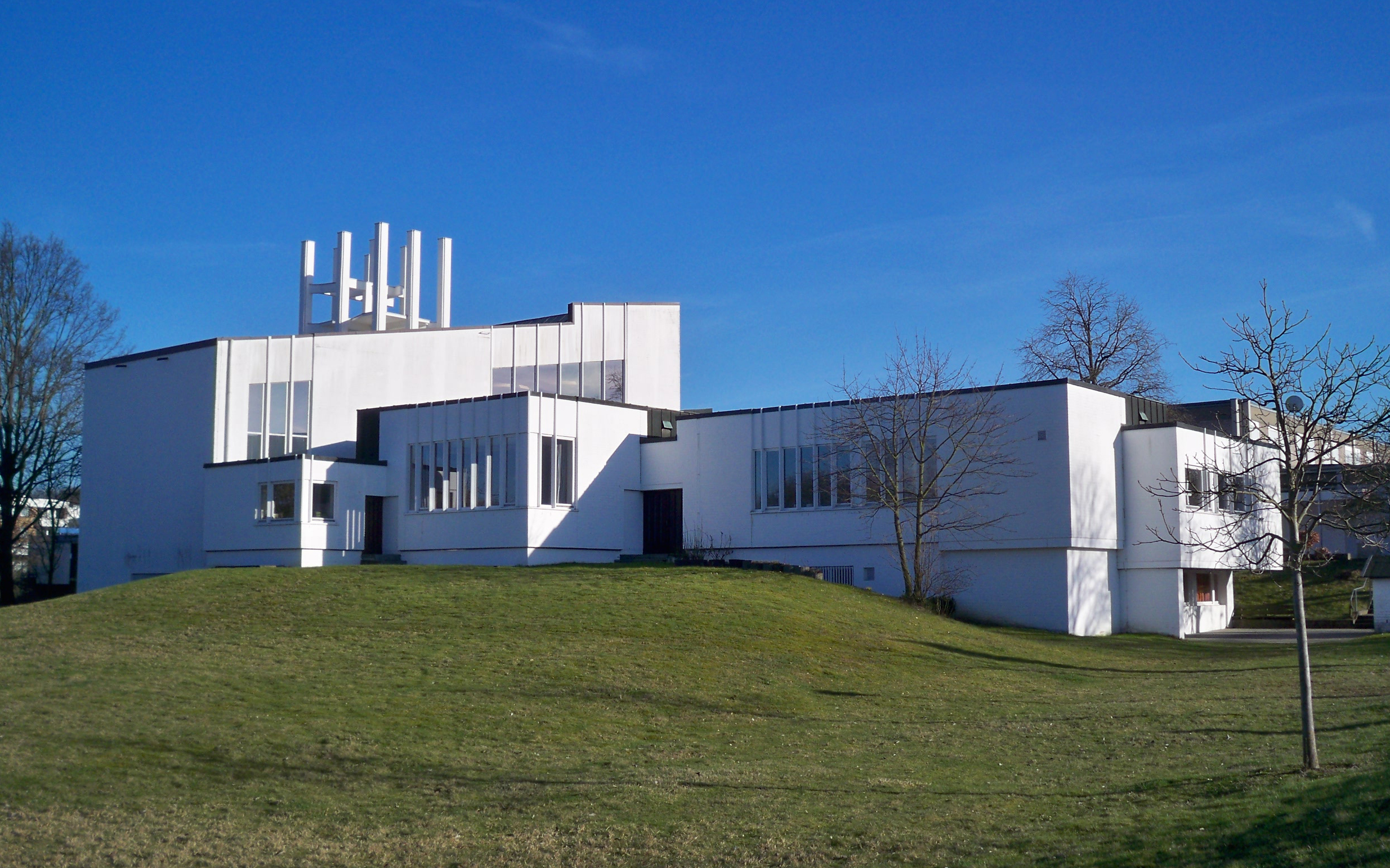
Gemeindehaus und Kirche (links) von Nordwesten

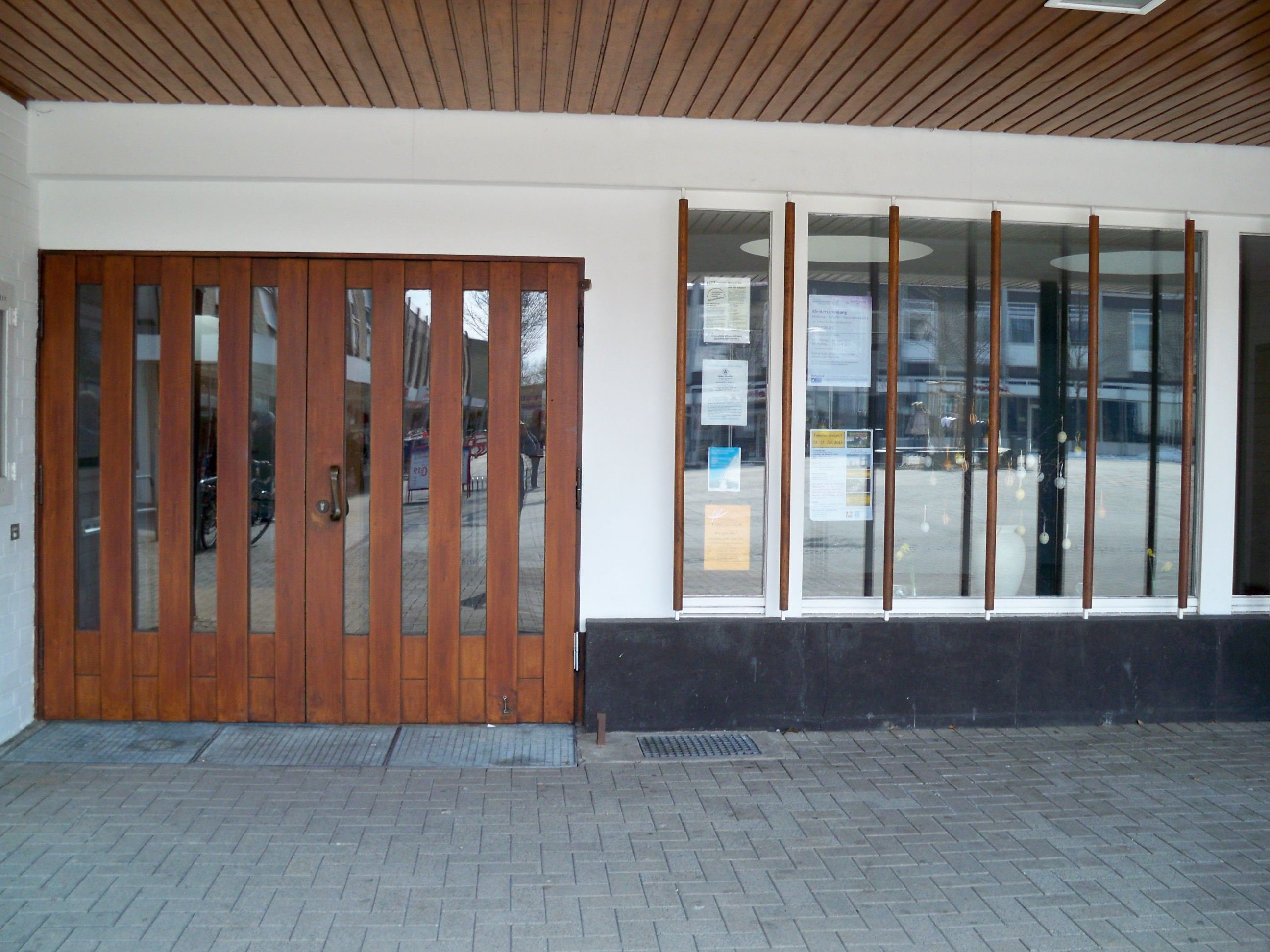
Eingang zum Gemeindehaus

Die evangelisch-lutherische Stephanuskirche ist ein 1967 bzw. 1968 eingeweihter Bau von Alvar Aalto in Wolfsburg-Detmerode in Niedersachsen. Er ist eines von sechs Bauwerken Aaltos in Deutschland und heute als Baudenkmal ausgewiesen.

## Geschichte
Nach Aaltos Entwürfen waren 1962 bereits das Kulturzentrum in der Wolfsburger Innenstadt und die evangelisch-lutherische Heilig-Geist-Kirche mit Gemeindezentrum im Stadtteil Klieversberg entstanden. Der in den 1960er Jahren errichtete Stadtteil Detmerode wurde damals von der Heilig-Geist-Gemeinde betreut, sollte aber eine eigene Gemeinde und Kirche erhalten. Die Stadtplaner sahen für Detmerode eine überregionale Ausstrahlung vor und boten für ein Gebäude von Aalto ein zentral gelegenes Grundstück an. 1962 lieferte Aalto einen ersten Entwurf; am 28. Februar 1964 erging der Auftrag an ihn. Im selben Jahr wurde die evangelisch-lutherische Kirchengemeinde in Detmerode, die heutige Stephanusgemeinde, gegründet. Ein Antrag, die neue Kirchengemeinde nach Dietrich Bonhoeffer zu benennen, wurde 1965 vom Landeskirchenamt in Hannover abgelehnt. Die Bestrebungen, eine Wolfsburger Kirchengemeinde nach Bonhoeffer zu benennen, konnten erst einige Jahre später in Westhagen verwirklicht werden.
Der Baubeginn erfolgte am 5. August 1964 mit der Aufschüttung des Geländes um etwa vier Meter. Am 20. April 1966 wurde der Grundstein gelegt. Zwischen dem Richtfest im August 1966 und Februar 1967 erfolgte wegen der damaligen Rezession ein Baustopp. Erst am 29. Oktober 1967 wurde das Gemeindehaus eingeweiht. Die Bauarbeiten an der Kirche wurden erst im Spätsommer 1968 wiederaufgenommen; die Kirche wurde am 1. Advent 1968 eingeweiht. Bis heute ist der Bau jedoch unvollendet. 1992/1993 wurde der Turm saniert, 1998 wurde die schadhafte Marmorfassade ausgetauscht. Die anfangs naturbelassenen Säulen des Turmes wurden später weiß gestrichen.

## Architektur, Ausstattung und Nutzung
Die Stephanuskirche am Detmeroder Markt 6 ist als moderner Sakralbau denkmalgeschützt. Sie zeigt als Spätwerk Aaltos eine Rückkehr zum Funktionalismus der 1930er Jahre. Die Kirche liegt am Nordrand des urbanen Stadtteilzentrums am Endpunkt zweier Einkaufsstraßen auf einer leichten Anhöhe. Vom Einkaufszentrum aus zeigt sie eine fensterlose Fassade, die mit Carrara-Marmor verkleidet ist und durch ein Kragdach unterbrochen wird. Etwas links von der Mitte befindet sich das Hauptportal. An der östlichen Seite befindet sich der freistehende Glockenturm auf neun weiß gestrichenen Betonsäulen. Ursprünglich waren zwölf Säulen vorgesehen. Auch fehlen dem Turm bis heute die Glocken und die im Entwurf vorgesehenen halbtransparenten Holzlamellen. Ein geplanter Westflügel mit einer Pfarrwohnung wurde ebenfalls nicht realisiert.
Die Rückseite ist durch unterschiedlich große Quader des Gemeindezentrums gekennzeichnet, die sich von Westen her an der Anhöhe entlangziehen und im Turm gipfeln. Sie sind mit weiß getünchtem Kalkstein verkleidet. 
Im einfach gehaltenen, weiß gestrichenen Innenraum befinden sich 250 einzelne Holzstühle sowie Platz für insgesamt 600 Besucher. Die hohe Decke wird durch runde, hölzerne Schallreflektoren geprägt. Der Grundriss ist trapezförmig. An der Schmalseite im Norden steht der Altar aus Carrara-Marmor, der als Tisch gestaltet ist. Links davon steht die schlichte Kanzel, rechts die Orgel auf einer Empore. Sie wurde 1970 vom VEB Orgelbau Bautzen als Opus 414 hergestellt und verfügt über 20 Register auf zwei Manualwerken. Von der Kanzelseite her fällt durch große Fenster viel Licht in den Kirchraum. Nur im Chor finden sich geschwungene Linien, im übrigen Kirchraum herrschen gerade Linien vor. Der Fußboden ist ziegelrot gefliest.
Im Untergeschoss befindet sich eine Taufkapelle, in die nur wenig Tageslicht durch Lamellen fällt. Im Zentrum der Kapelle steht ein Taufbecken aus Carrara-Marmor. Die Taufkapelle war ursprünglich als Sakralraum gedacht, etwa für geistige Gesänge und öffentliche Stundengebete. Er zeichnet sich durch eine zurückgenommene Atmosphäre aus.
Mehrere Teile der Ausstattung wurden nicht von Aalto entworfen. Im Chor hängt zentral ein Metall-Mobile in Kreuzform, das der Wolfsburger Jochen Kramer (1935–1988) schuf. Seit November 2012 steht auf dem Altar ein Kreuz des Hallensers Thomas Leu. Es besteht aus Metall und hat im Zentrum eine kreisförmige Öffnung. Auch das Gehäuse der Orgel stammt nicht von Alvar Aalto.
Westlich der Kirche, mit der Kirche verbunden, liegt das Gemeindehaus mit unterschiedlich großen Sälen und Funktionsräumen. Die Fenster sind, wie auch die Kirchenfenster, senkrecht unterteilt. Auf dem Dach befinden sich mehrere Gauben.